# Egyed
Egyed [eděd] je obec v Maďarsku v župě Győr-Moson-Sopron, spadající pod okres Csorna. Nachází se asi 15 km jihovýchodně od Csorny. V roce 2015 zde žilo 504 obyvatel. Dle údajů z roku 2011 tvoří 88,8 % obyvatelstva Maďaři, 0,6 % Němci a 0,2 % Bulhaři, přičemž 11,2 % obyvatel se ke své národnosti nevyjádřilo.
V obci se nachází hrad Egyedy-kastély a kostel Nejsvětější Trojice. Prochází jí potok Buga-csatorna.

## Sousední obce
| Růžice kompasu |            | Rábapordány     |       | Růžice kompasu |
| Růžice kompasu | Rábacsanak | Sever           | Árpás | Růžice kompasu |
| Růžice kompasu | Rábacsanak | Egyed           | Árpás | Růžice kompasu |
| Růžice kompasu | Rábacsanak | Jih             | Árpás | Růžice kompasu |
| Růžice kompasu | Szany      | Rábaszentandrás | Sobor | Růžice kompasu |